# Wilber Sánchez Amita
Wilber Sánchez Amita (Santiago de Cuba, Cuba, 21 de diciembre de 1968) es un deportista cubano retirado especialista en lucha grecorromana donde llegó a ser medallista de bronce olímpico en Barcelona 1992.

## Carrera deportiva
En los Juegos Olímpicos de 1992 celebrados en Barcelona ganó la medalla de bronce en lucha grecorromana de pesos de hasta 48 kg, tras el luchador Oleg Kucherenko del Equipo Unificado (oro) y el italiano Vincenzo Maenza (plata).